# NGC 2566
NGC 2566 je galaksija u zviježđu Krmi.

## Vanjske poveznice
- SEDS: NGC 2566